# Ráckevei-Duna

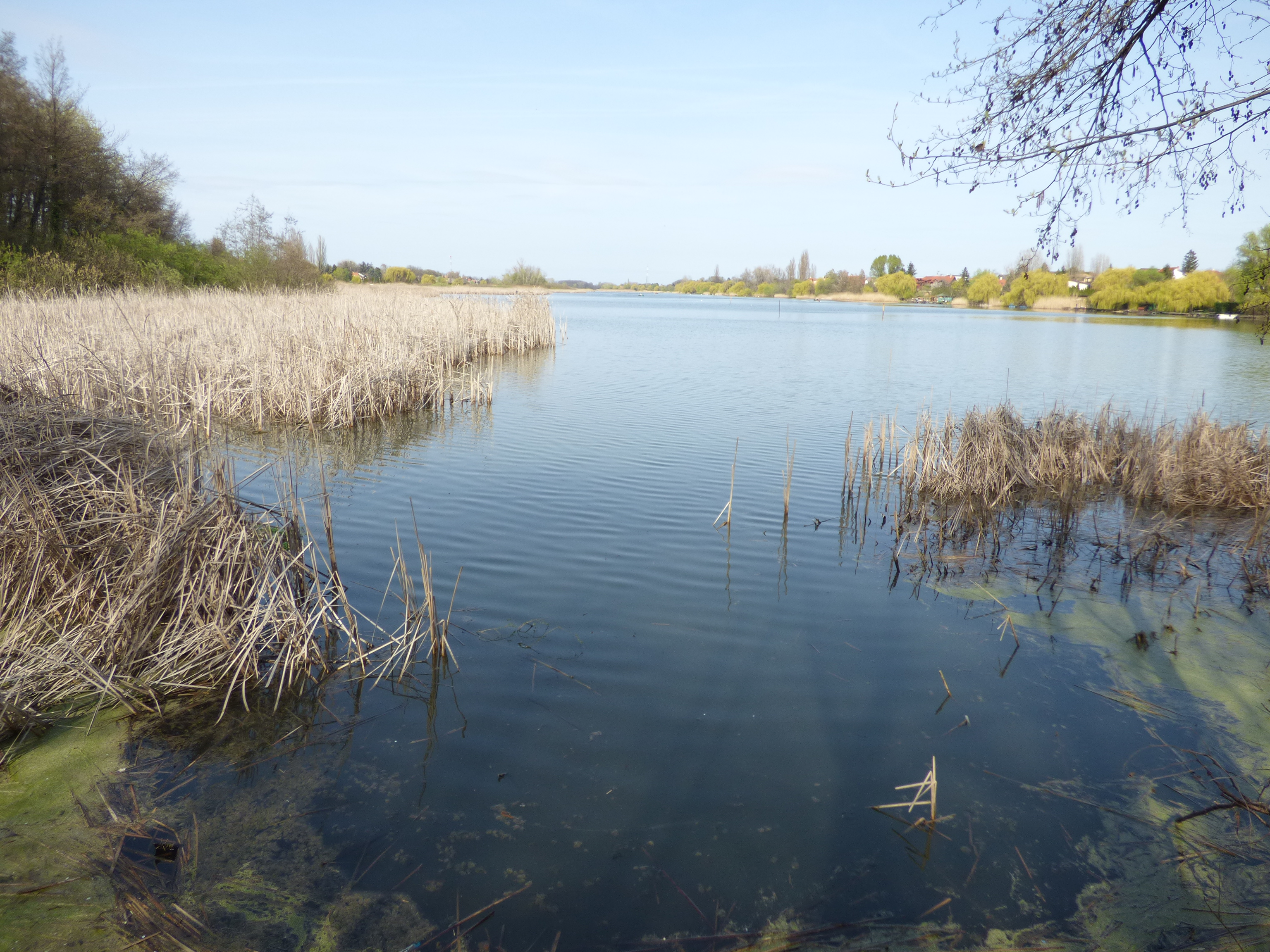
A Ráckevei-Duna Szigetszentmiklósnál

A Ráckevei-Duna (másképpen Soroksári-Duna vagy Ráckevei (Soroksári)-Duna, rövidítve: RSD) a Duna folyam egyik jelentős mellékága, a főággal a Csepel-szigetet öleli körül. A Dunától Budapesten, a Csepel-sziget északi csúcsánál ágazik el, majd Tassnál, a sziget déli csúcsánál torkollik újra a folyamba.
A Duna-ág 57,3 km hosszú, az átlagos víztérfogata mintegy 40 millió m³.
A vizet, évi 550–750 millió m³*t a Kvassay-zsilipen táplálják a mellékágba a Dunából. A Duna-ág vízszintjét a vízfolyás végén lévő Tassi-zsilip szabályozza. A két műtárgy között 10–30 cm a vízszintkülönbség adódik, szemben a közel természetesen folyó Nagy-Duna 4–5 méterével. A Duna-ágban a víz sebessége 0,2–0,4 km/h. Üzemszerű vízpótlás esetén nyáron 1,5–2,5 hét alatt, télen 3–5 hét alatt cserélődik ki a mellékág vize.

## Kialakulása
A 19. századig végéig a Duna szélessége a Gellért-hegy magasságában mintegy 300 m volt, a hegy alatt pedig minden átmenet nélkül majd egy kilométeresre szélesedett. A kiszélesedett, zátonyos szakasz jelentős árvízveszélyt okozott a főváros és térsége számára. A mai Budapest partmenti alacsonyabb területeit 1730 és 1830 között tizenkét nagyobb árvíz pusztította. Bár épültek a folyam mentén rövidebb árvízvédelmi töltések, a meder alapvetően szabályozatlan volt, a két ágra szakadó Duna budafoki és soroksári ága sem volt főágnak tekinthető.
Az árvízvédelem elősegítésére és a hajózási feltételeket javítására már az 1838-as pesti árvíz után nagyszabású terveket készítettek a kor szakemberei, elsősorban Lechner József és Pietro Paleocapa mérnökök.

## Szabályozása

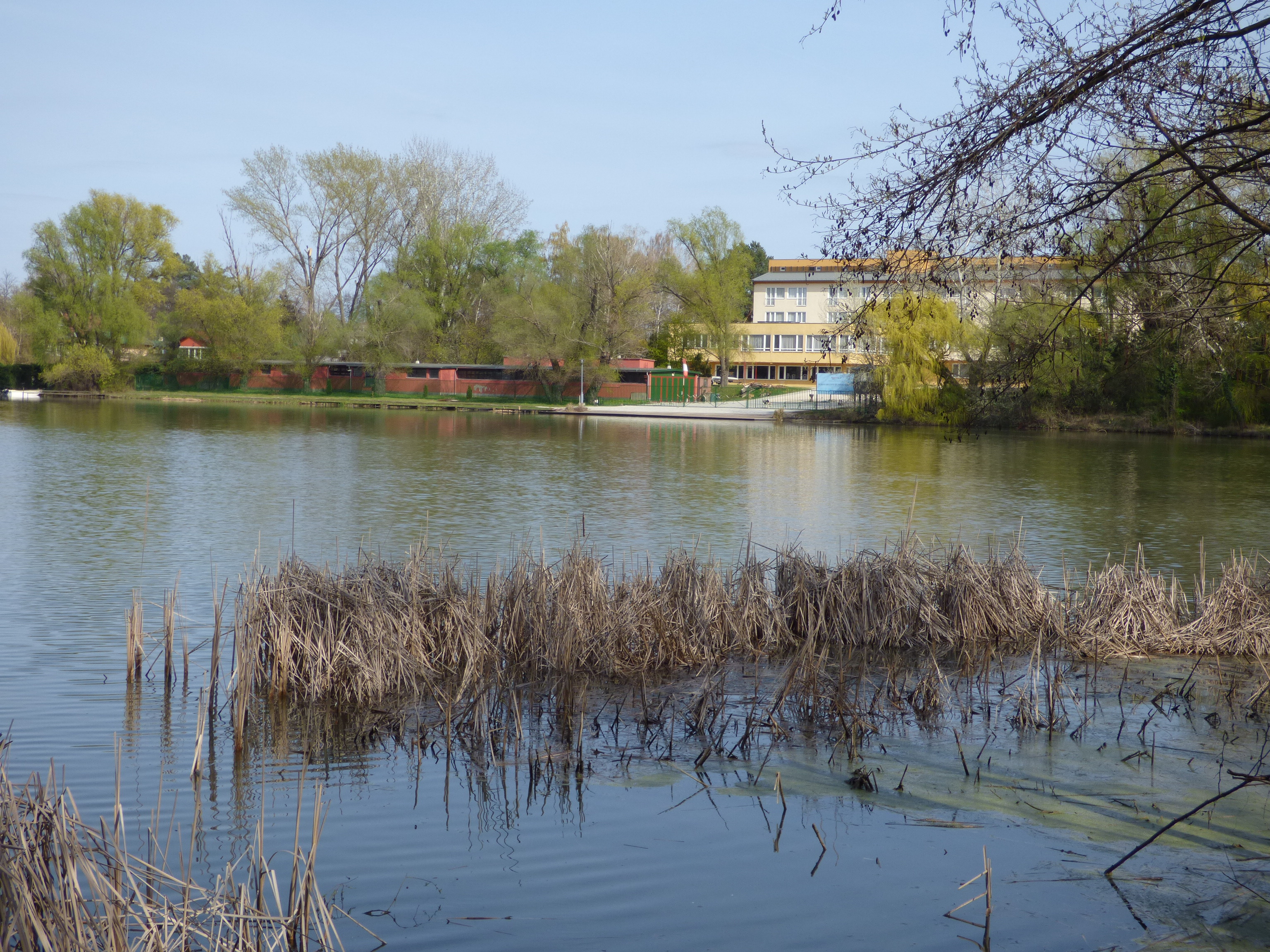
A Ráckevei-Duna a Taksony vezér hídnál

A Duna budapesti szakaszának tényleges szabályozási munkái csak a kiegyezés után, az 1870. évi X. törvénycikk alapján kezdődtek meg.
A ráckevei (soroksári) Duna-ágat a folyamszabályozás egyik első lépéseként, 1872-ben árvízvédelmi célból töltéssel zárták el. A zárógát nem a felső torkolatnál, hanem a földtanilag kedvezőbb helyzetű, így alacsonyabb költséggel megépíthető, sziklás, kisebb mélységű mederben, Pesterzsébet és Csepel között, a mai Gubacsi híd magasságában épült meg.
A Duna főváros alatti két ág közül a budafokit tették alkalmassá a folyam teljes vízhozamának levezetésére, a Gellért-hegytől délre az eredetileg egy kilométer szélesre terebélyesedett lágymányosi szakaszt 1870-1876 között egy új partvonalat adó gáttal, a Kopaszi párhuzamművel (amelynek alsó szakaszát ma Kopaszi-gátként ismerjük) 380 méterre szűkítették, a mélységét kotrással növelték. A folyam új főágának kialakításával párhuzamosan 1881-1886 között megkezdődött a soroksári ág lezárása.
A soroksári ág lezárása kedvezőtlen állapotokat eredményezett, a gát alatti szakaszon a vízhozam-csökkenés okozta kiszáradás, feliszapolódás (kolmatáció) és talajvíz szintjének csökkenése, valamint a hajózhatóság megszűnése a térségben (elsősorban Ráckeve környékéig) jelentős problémákat okozott. Ezek orvoslására a törvényhozás 1904-ben elrendelte a Duna-ág teljes rendezését és hajózhatóvá tételét.
A soroksári-ráckevei Duna-ág felső torkolatánál 1910–1914 között épült meg a hajózsilip, majd 1924–1926 között a vízbeeresztő zsilip, végül 1926–1927 között a Kvassay híd. A teljes műtárgycsoportot később Kvassay Jenő vízépítő mérnökről nevezték el. Az alsó torkolatnál, Tass határában 1926–1928 között épültek meg a műtárgyak, így a hajó- és a vízleeresztő zsilip és a vízerőmű. A budafoki főág balpartjából kiágazó Szabadkikötő a Csepel-Szigetcsúcson 1914-1927 között épült. Utoljára a Kvassay zsilip alatti kikötő készült el 1918-1925 között a ferencvárosi Nagyvásártelep számára. 1927-1984 között üzemelt.

## Közelmúlt

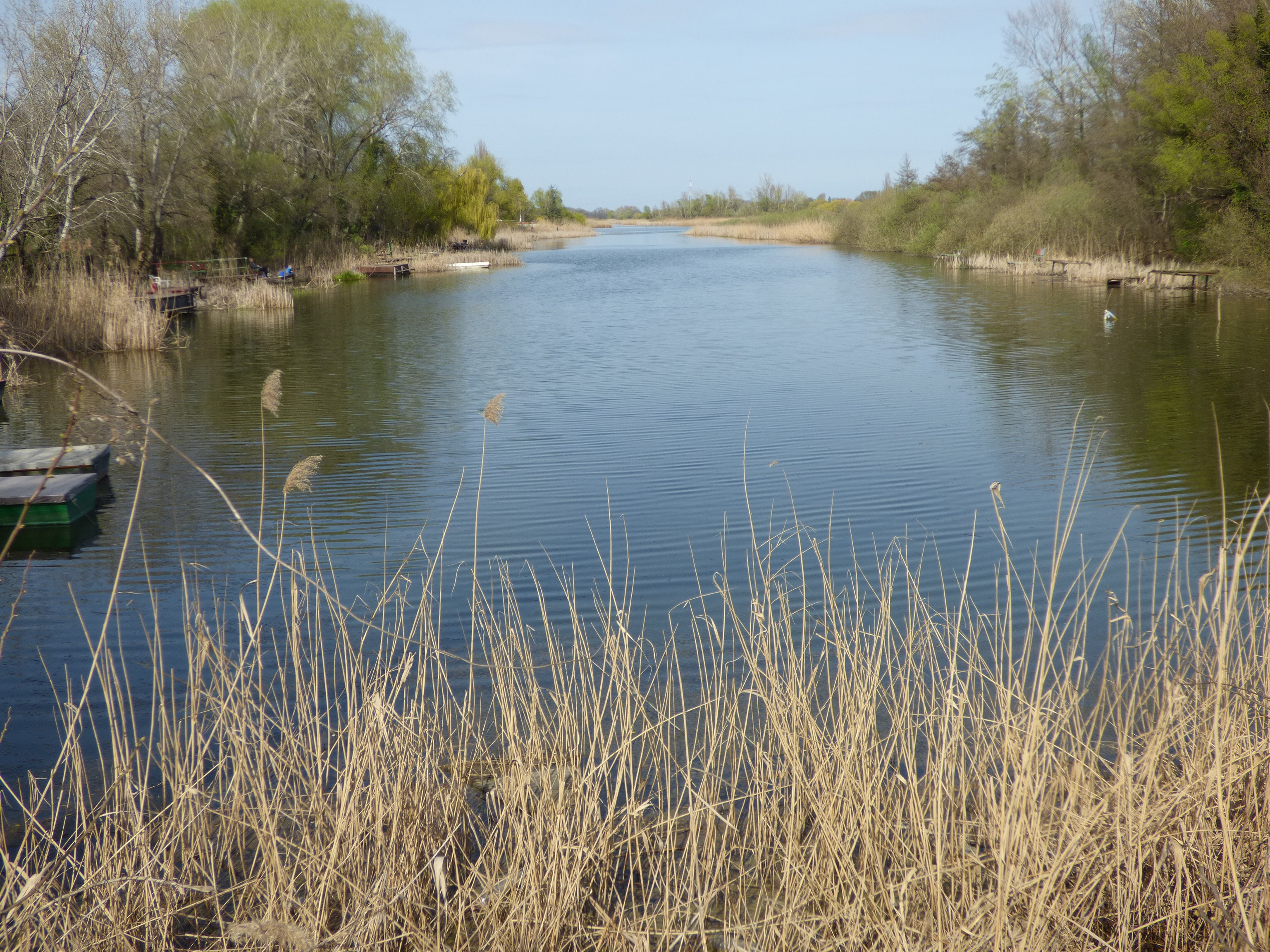
A Duna-ág egyik holtága Szigetszentmiklósnál

Az 1956-os jeges árvíz tönkretette a tassi vízleeresztő zsilipet és az erőművet. Az elpusztult műtárgyakat nem állították helyre, azóta a Duna-ág vizét az átalakított hajózsilipen eresztik le.
1961-ben helyezték üzembe a Kvassay-műtárgycsoportnál az 1954–1960 között épített vízerőművet.
A Ráckevei-Duna vízminőségét alapvetően befolyásolta a fővárosi üzemek ipari szennyvizének bevezetése, amit több nagy, az 1960-as és 1970-es években bekövetkezett halpusztulás jelzett.
A dunai betáplálással a folyam vizével együtt évente 25–50 ezer m³ iszap is érkezik. A feliszapolódás elsősorban a felső szakaszon jelentős gond, de súlyosan érinti az amúgy is sekélyebb mellékágakat és a lassú folyású partoldalakat. Az erősödő feltöltődés ellen és a súlyosbodó eutrofizáció megoldására 1979–1985 között a Duna-ág felső tíz kilométeres szakaszán szabályozták a medret. A szabályozással 110 m széles víztükrű, 2,7 m vízmélységű, 50 m³/s elméleti vízszállító képességű medret alakítottak ki. A beruházás során partvédő műveket építettek és rekonstruálták a Kvassay-műtárgycsoportot.
Partjának és szigeteinek felparcellázása az 1960-as évektől kezdődött meg, elsősorban a pihenésre, üdülésre vágyó fővárosi lakosok számára. A part mentén eleinte nyaralók, csónakházak és horgásztanyák, később családi házak hosszú sora épült.

## Napjainkban
A rendszerváltáshoz közeledve, az állami források elapadásával a Ráckevei-Duna mederszabályozási munkái megakadtak. A fennálló problémákra a PHARE-program részeként Európai Uniós támogatással, 1997-ben készült el a vízminőségjavító-terv.
A Közép-Duna-völgyi Környezetvédelmi és Vízügyi Igazgatóság 2001-től fenntartó kotrást végzett a hajdani beruházással érintett felső szakaszon. Az igazgatóság 2003-tól új beruházással megkezdte a további szakaszok medrének szabályozását, amitől a vízminőség mellett a vízgazdálkodás feltételeinek javulását is várják.
A Ráckevei (Soroksári)-Duna élővilágáról 2021-ben az RSD – A marasztalt folyó címmel kétrészes természetfilmet mutatott be Szendőfi Balázs, amelyet két éven át forgatott (2×1 órában YouTube-csatornáján is megtekinthető).
A Kvassay-zsiliptől északra 2020-ban lebontották a Vízgazdálkodási Tudományos Kutató Intézet (VITUKI) telepét. A helyén 2023-ra épült fel a Nemzeti Atlétikai Központ új stadionja és vele párhuzamosan a zsilip is rekonstrukción esett át.

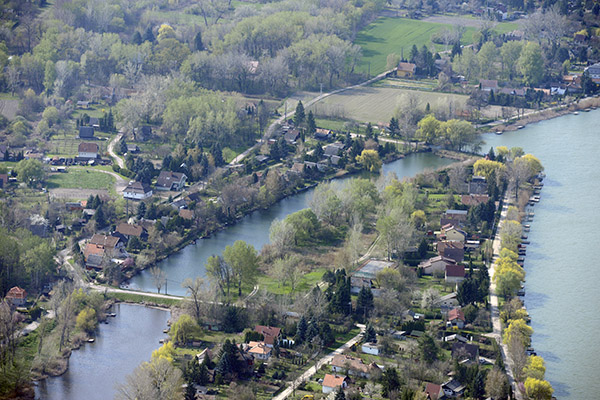
Dömsöd, légifelvétel
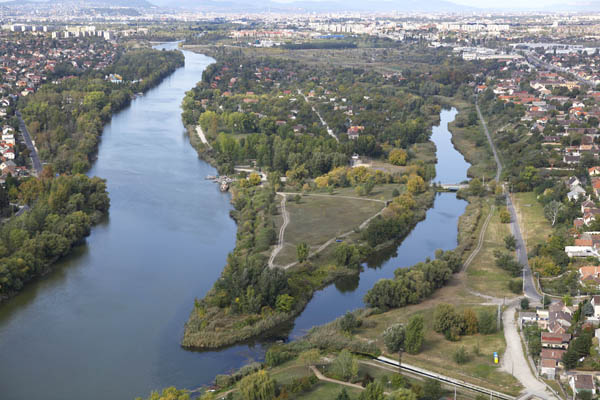
Molnár-sziget, Budapest
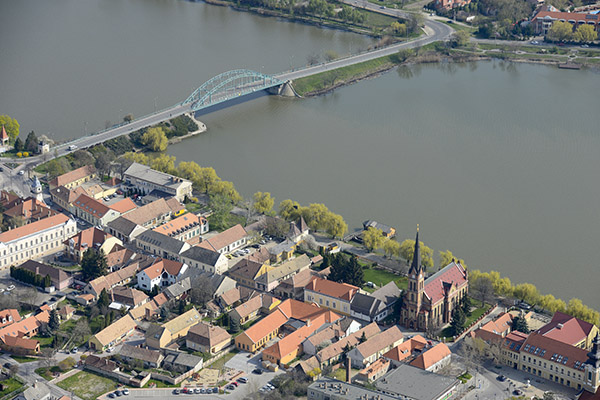
Ráckeve, Árpád-híd
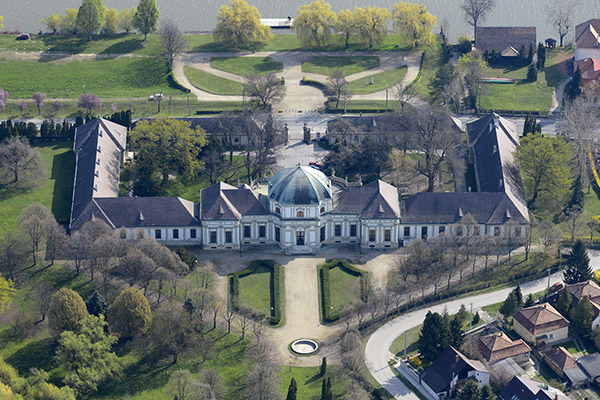
Ráckeve, Savoyai-kastély
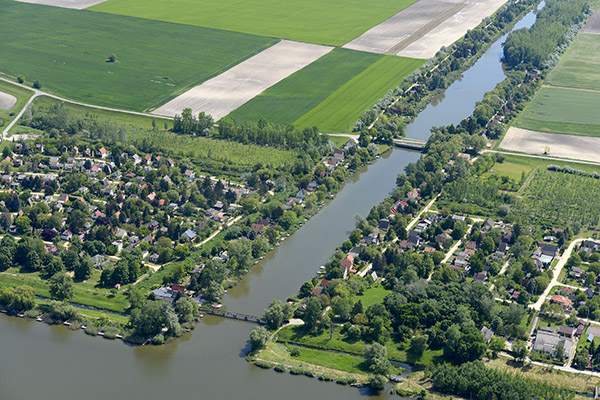
Tass, a Kiskunsági-főcsatorna torkolata